# 3-Klorometkatinon
A 3-klorometkatinon (más néven 3-CMC vagy klofedron) a katinon osztályba tartozó stimuláns gyógyszer, amelyet dizájnerdrogként, más néven "kristály-met" néven árulnak az interneten, főleg olyan európai országokban, mint Írország, Olaszország, Lengyelország és Svédország.
A 3-CMC farmakológiája ismeretlen, bár valószínűleg dopamint és szerotonint felszabadító szer. Kémiai szerkezete némileg hasonlít a bupropionra, de jobban hasonlít a para-klór-metamfetaminra, amely neurotoxikus. Egereken végzett vizsgálatok azt mutatják, hogy a 3-CMC neurotoxikus.

## Jogi státusz
2015 októberétől a 3-CMC szabályozott anyag Kínában. 2019 áprilisa óta veszélyes és tiltott kábítószernek minősül Svédországban. 2023 márciusától a 3-CMC szabályozott anyag Romániában.

## Fordítás
Ez a szócikk részben vagy egészben  a(z)   3-Chloromethcathinone című angol Wikipédia-szócikk fordításán alapul.  Az eredeti cikk szerkesztőit annak laptörténete sorolja fel. Ez a jelzés csupán a megfogalmazás eredetét és a szerzői jogokat jelzi, nem szolgál a cikkben szereplő információk forrásmegjelöléseként.